# Cryptocarya mandioccana
Cryptocarya mandioccana är en lagerväxtart som beskrevs av Carl Daniel Friedrich Meisner. Cryptocarya mandioccana ingår i släktet Cryptocarya och familjen lagerväxter. Inga underarter finns listade i Catalogue of Life.